# Snooker Plus

Tischaufbau in der Variante Snooker Plus zu Framebeginn

Snooker Plus ist eine Variante des normalen Snookers, deren Aufbau noch zwei weitere Kugeln im Vergleich zum normalen Snooker umfasst. Vorgestellt 1959 vom damals führenden Spieler Joe Davis, konnte sich diese Erweiterung nie wirklich durchsetzen.
Nach fünfzehn Weltmeistertiteln zog sich Joe Davis nach der Ausgabe 1946 von der Teilnahme an der professionellen Snookerweltmeisterschaft zurück. Dass der führende Spieler nicht mehr an der Weltmeisterschaft teilnahm, resultierte in einem Aufmerksamkeitsschwund für die damals noch nicht allzu etablierte Sportart. Es entstand eine Art Teufelskreis aus fehlenden Sponsoren, fehlenden Finanzmitteln, fehlenden Kapazitäten zur Austragung von Profiturniere und weiter sinkender öffentlicher Aufmerksamkeit. Ende der 1950er war das Profisnooker unter diesen Umständen weitgehend zum Erliegen gekommen. In der Sorge, dass der Snookersport in den Tiefen der Geschichtsbücher verschwinden könnte, entwickelte Davis schließlich 1959 eine Erweiterung des normalen Snookers, die das Spiel wieder spannender machen sollte. Davis’ Plan sah eine Ergänzung zweier weiterer Bälle in den Farben orange (acht Punkte) und violett (zehn Punkte) vor, die eigene neue Spots erhielten. Ansonsten behielt er das Regelwerk des normalen Snookers an, soweit keine Anpassungen an die Erweiterung notwendig waren. Das Endspiel auf die Farben sollte (chronologisch) um orange und violett erweitert werden, statt einer Re-spotted black sollte zukünftig bei Gleichstand am Ende eines Frames die violette Kugel nochmal auf den Tisch gelegt werden, allerdings auf den Spot der schwarzen Kugel. Das Maximum Break erhöhte sich automatisch auf 210 Punkte statt 147 wie im normalen Snooker. Davis erläuterte, sein Vorschlag werde „die Möglichkeit, Punkte zu erzielen, für den durchschnittlichen Spieler wesentlich vergrößern und [...] den für Spitzenspieler notwendigen Technikgrad erhöhen“.
Davis stellte der Öffentlichkeit seine Erweiterung am 26. Oktober 1959 vor, zu Beginn des News of the World Tournament. Das in der Londoner Burroughes Hall ausgetragene Turnier wurde vollständig in dieser Variante ausgetragen. Davis hatte zuvor erfolglos versucht, das Billiard Association and Control Council (BACC), den damaligen professionellen Weltverband, zur offiziellen Billigung der Variante zu bewegen. Das BACC kündigte an, nach der Austragung des Turnieres eine Anerkennung der Variante neu bewerten zu wollen. Tatsächlich dauerte es bis 1965, bis die BACC die Variante in ihr offizielles Regelbuch aufnahm. Schon 1978 tauchte die Variante dort aber nicht mehr auf, zumal die allerdings noch existierende BACC mittlerweile von der World Professional Billiards & Snooker Association als wichtigem Weltverband abgelöst worden war. Insgesamt konnte sich Davis’ Variante nie etablieren. Weitere (professionelle) Turniere in dieser Variante wurden nie ausgetragen; 2005 war die Variante immerhin Bestandteil eines von der WPBSA lizenzierten Snooker-Videospiels.